# Remmerdense Heide
De Remmerdense Heide is een bos- en heidegebied bij Remmerden tussen Elst en Rhenen. De heide aan de Utrechtse Straatweg grenst aan de Plantage Willem III. Het gebied wordt aan de noordzijde begrensd door de Defensieweg en aan de westzijde door de Veenendaalse straatweg.  Het is genoemd naar de buurtschap Remmerden. Het hoogste punt van de Remmerdense Heide biedt uitzicht op het dal van de Nederrijn.

## Beheer
In 1995 werd het gebied aangekocht door Het Utrechts Landschap. Het beheer is gericht op het terugbrengen van natuurlijk bos met inheemse soorten als vuilboom, krentenboompje, lijsterbes, inlandse eik en grove den.
In 2009 werd een deel van het bos gekapt om het smeltwaterdal weer zichtbaar te maken. Het erosiedal werd door de provincie Utrecht aangemerkt als aardkundig monument. Door de kap werden ook een aantal grafheuvels beter zichtbaar. De twaalf wettelijk beschermde grafheuvels dateren uit het Late Neolithicum tot de Midden Bronstijd. De Remmerdense Heide is in zijn geheel beschermd en heeft de status van zeer hoge archeologische waarde.

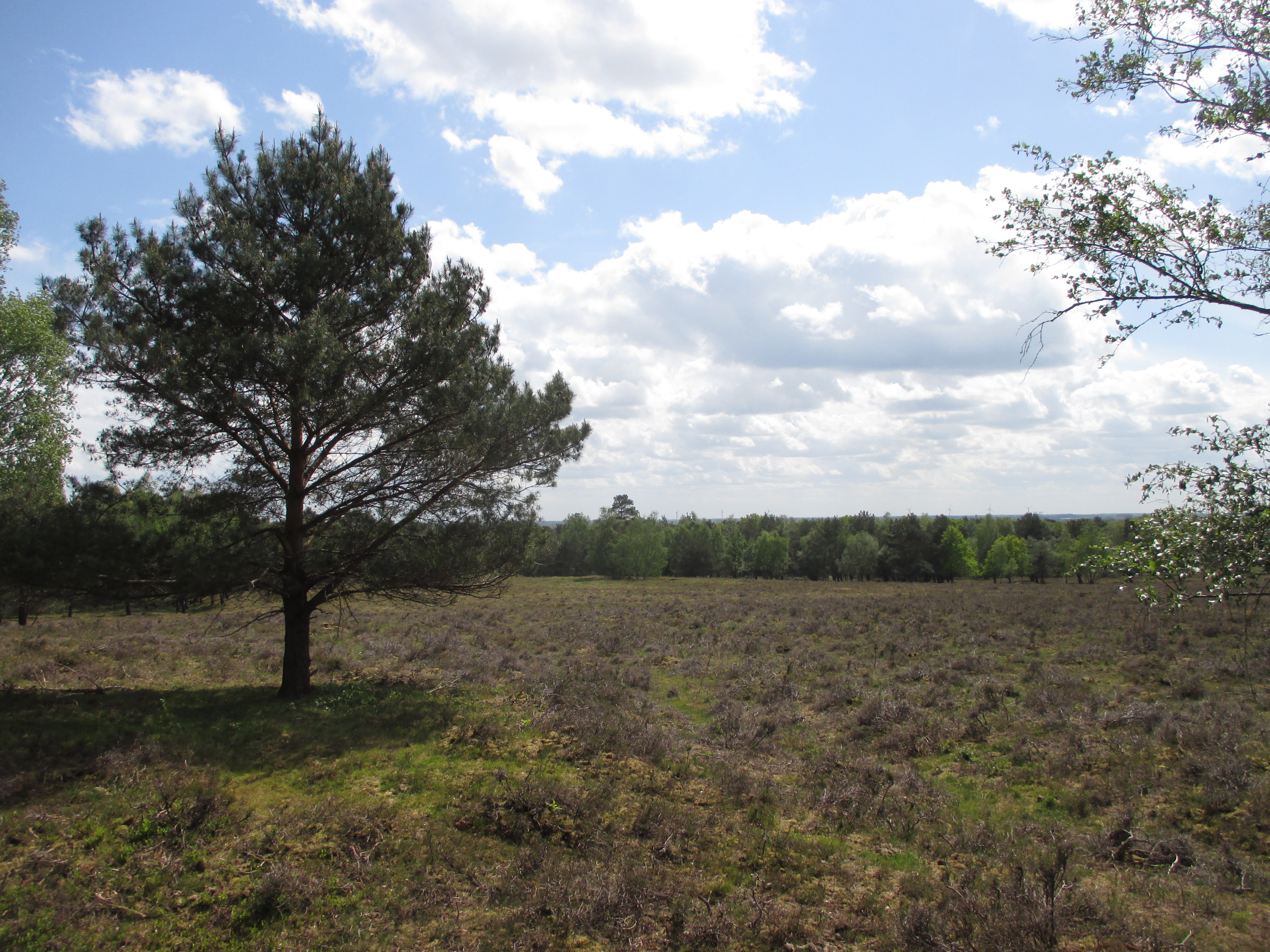
Remmerdense Heide. Achtergrond: Plantage Willem III

## Flora en fauna
De Remmerdense Heide bestaat voornamelijk uit struikheide en vliegdennen. Op de heideplanten groeit het zeldzame klein warkruid. In het heidegebied komt een grote populatie zandhagedissen voor. Grazende galloways, koniks en damherten grazen houden de heide open.

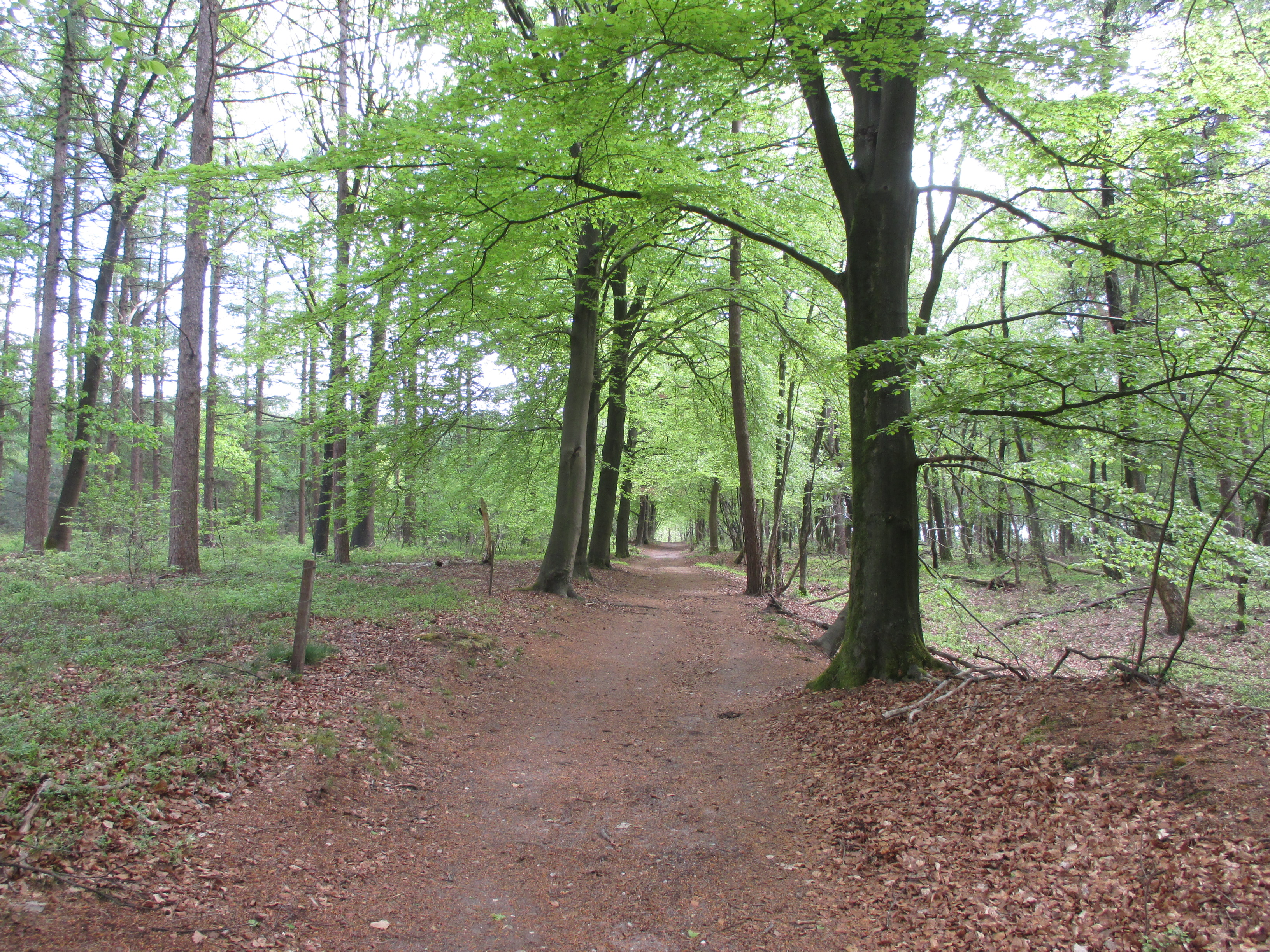
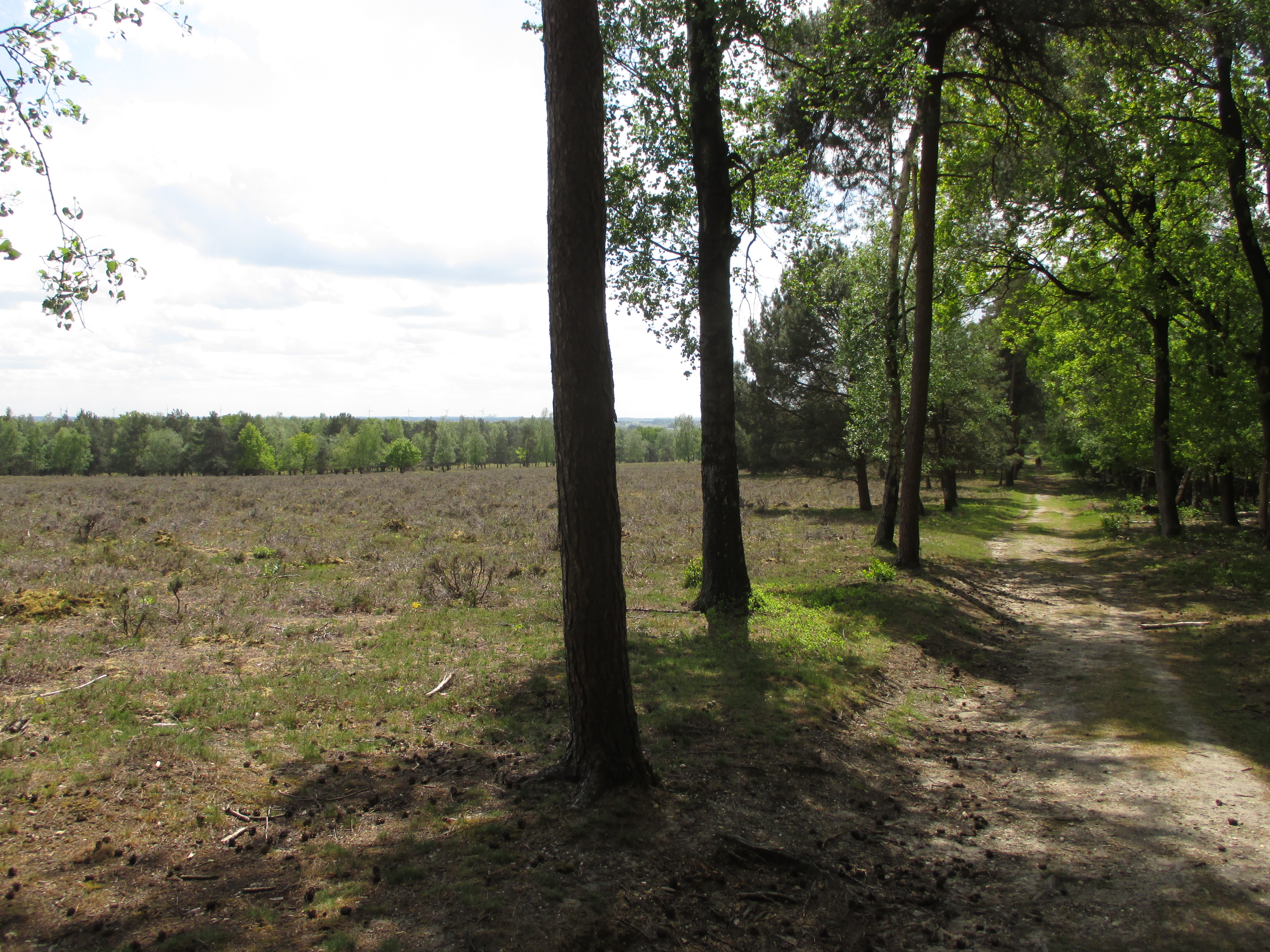
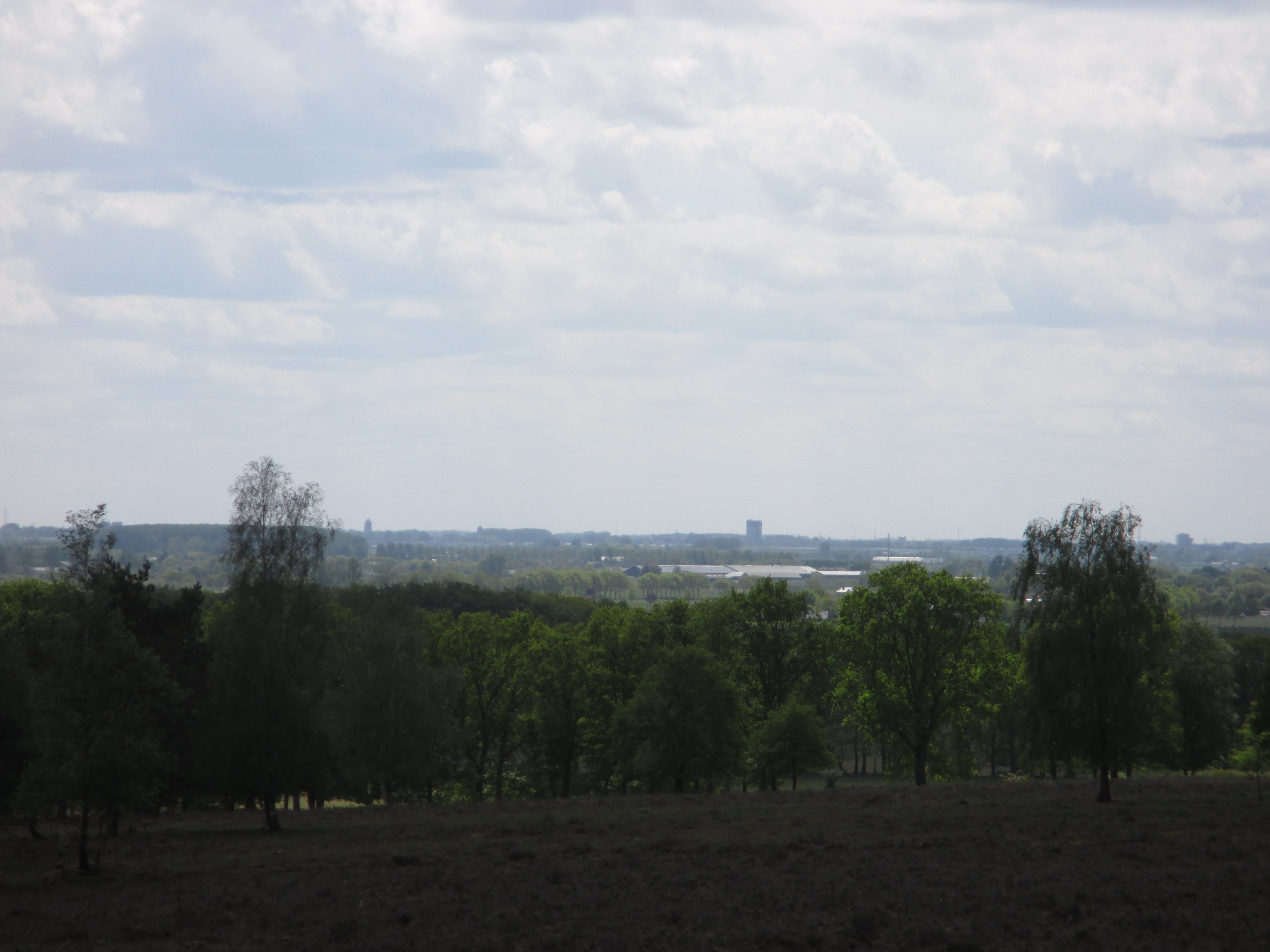
Uitzicht over het dal van de Nederrijn